# Reinhard H. Dammann
Reinhard H. Dammann (* 23. April 1965 in Zürich/CH) ist ein Molekularbiologe und Professor für Genetik an der Justus-Liebig-Universität Gießen.

## Leben
Reinhard Dammann studierte an der Abteilung für Biologie an der Eidgenössischen Technischen Hochschule Zürich und legte 1991 sein Diplom als Naturwissenschaftler ab. Von 1992 bis 1995 war er Doktorand am Institut für Zellbiologie der ETH Zürich. Von 1995 bis 2001 war er Senior Research Fellow am Beckman Research Institute des City of Hope National Medical Center in Duarte CA. Von 2001 bis 2007 war er Leiter der Arbeitsgruppe Tumorgenetik an der Martin-Luther-Universität Halle-Wittenberg. 2004 habilitierte er sich an der Martin-Luther-Universität in Halle (Saale); es wurde ihm die Lehrbefugnis für das Fachgebiet Biochemie zuerkannt. Seit 2007 ist er Professor für Genetik im Fachbereich 08 der Universität Gießen. Seit 2023 ist er Studiendekan des Fachbereichs Biologie und Chemie der Universität Gießen.

## Forschung
Seine Forschungsschwerpunkte sind die epigenetische Regulation von Tumor-assoziierten Genen in der humanen Krebsentstehung und deren funktionelle Charakterisierung. Insbesondere gilt er als einer der Erstbeschreiber des Ras Assoziationsdomänen Familie 1 (RASSF1) Gens im menschlichen Genom. Die DNA-Methylierung des RASSF1A Promotors ist eine der häufigsten epigenetischen Veränderungen in der Pathogenese von Krebs. Zusammen mit seinem Bruder dem Psychiater Gerhard W. Dammann hat Reinhard Dammann auch die veränderte DNA-Methylierung in der Borderline-Persönlichkeitsstörung untersucht.

## Familie und Privates
Reinhard Dammann ist mit Katrin Dammann verheiratet, die als Fotografin und Grafikerin tätig ist. Das Ehepaar hat zwei Kinder. Während der 1980er und frühen 1990er war Reinhard Dammann (aka Schrei’n‘hart) Frontmann von Hamlet’s Eier, Urinprobe und Earth Citizens.

## Publikationen (Auswahl)
- R. Dammann, R. Lucchini, T. Koller, J. M. Sogo: Chromatin structures and transcription of rDNA in yeast Saccharomyces cerevisiae. In: Nucleic acids research. Band 21, Nr. 10, 1993, S. 2331–2338.
- R. Dammann, C. Li, J. H. Yoon, P. L. Chin, S. Bates, G. P. Pfeifer: Epigenetic inactivation of a RAS association domain family protein from the lung tumour suppressor locus 3p21.3. In: Nature genetics. Band 25, Nr. 3, 2000, S. 315–319.
- R. Dammann, G. Yang, G. P. Pfeifer: Hypermethylation of the cpG island of Ras association domain family 1A (RASSF1A), a putative tumor suppressor gene from the 3p21.3 locus, occurs in a large percentage of human breast cancers. In: Cancer research. Band 61, Nr. 7, 2001, S. 3105–3109.
- G. Dammann, S. Teschler, T. Haag, F. Altmuller, F. Tuczek, R. H. Dammann: Increased DNA methylation of neuropsychiatric genes occurs in borderline personality disorder. In: Epigenetics. Band 6, Nr. 12, 2011, S. 1454–1462.
- R. H. Dammann, G. W. Dammann: Epigenetic Modifications in Borderline Personality Disorder. In: Epigenetics and Neuroendocrinology: Clinical Focus on Psychiatry. Vol 2, 2016, S. 197–207.
- R. H. Dammann, A. M. Richter, A. P. Jimenez, M. Woods, M. Kuster, C. Witharana: Impact of Natural Compounds on DNA Methylation Levels of the Tumor Suppressor Gene RASSF1A in Cancer. In: International journal of molecular sciences. Band 18, Nr. 10, 2017.